# Anna… Exil New York
Anna... Exil New York (Anna) ist ein Filmdrama mit Sally Kirkland aus dem Jahr 1987. Der Film beruht auf den Erlebnissen von Elżbieta Czyżewska, die in den 1960er Jahren in die Vereinigten Staaten auswanderte.

## Handlung
Nach dem Prager Frühling wurde Anna, eine tschechische Schauspielerin, verhaftet und abgeschoben. In New York sucht sie – zusammen mit ihrem Liebhaber Daniel – Arbeit. In einem Theater erhält sie einen Job als Vertretung. Außerdem hilft sie der jungen Krystyna, welche ebenfalls aus der Tschechoslowakei nach New York gekommen ist, jedoch kein Englisch spricht. Anna und Daniel helfen ihr beim Erlernen der Sprache und verschaffen ihr Arbeit im Filmgeschäft. Da Anna von Krystyna überflügelt wird, kommt es zum Streit zwischen den beiden Frauen. Krystyna nimmt sich Annas Lebensgeschichte, die sie in einem Fernsehinterview ausbreitet und als ihre eigene verkauft. Anna erleidet daraufhin einen Wutanfall, und es kommt zum Bruch zwischen den beiden Frauen. Psychisch angeschlagen, bringt sie beim Theaterspielen die Zuschauer gegen sich auf. Nachdem Daniel sie für Krystyna verlassen hat, erleidet Anna erneut einen Nervenzusammenbruch, erscheint auf Krystynas Filmset und schießt auf die jüngere Gegenspielerin. Krystyna muss mehrere Tage in einem Krankenhaus behandelt werden, wie sie in einem Brief an ihre Familie nach Hause berichtet, vergibt aber Anna und plant, mit ihr auf Hawaii auszuspannen. Sie plant, der Älteren ein Lifting zu finanzieren, um jünger auszusehen und so Rollenangebote zu erhalten.

## Hintergrund
Sally Kirkland musste für die Rolle der Anna Tschechisch lernen sowie Englisch mit tschechischen Akzent zu sprechen. Sie begriff den Part als Rolle ihres Lebens und engagierte sich sehr für den Film. Für die Vorbereitungen durchstreifte Kirkland laut eigenen Angaben New York und suchte das Gespräch mit tschechischen Immigranten. Der Fahrstuhlführer in Kirklands Appartement-Komplex sei ein aus Prag stammender Regisseur gewesen. Diesem gab sie das Drehbuch, der es in Englisch vorlas, während Kirkland jedes seiner Worte phonetisch niedergeschrieben haben soll, um sich so den Akzent besser einprägen zu können. Die Besitzerin eines tschechischen Reisebüros sei mit Kirkland das Drehbuch Szene für Szene durchgegangen, was die Schauspielerin aufnahm, um diese später zu imitieren. Im Gegensatz zu vielen anderen, die Anna… Exil New York mit aus Joseph L. Mankiewicz’ Oscar-prämierten Film Alles über Eva (1950) verglichen, sprach Kirkland von einer „ultimativen Liebesgeschichte“ zwischen den beiden Frauen, die aus Kommunikationsproblemen herrühren würde.
Für Porizkova war es die erste anspruchsvolle Filmrolle. „Es ist das erste Skript überhaupt, das ich bekommen habe, in dem das Mädchen nicht eine totale Tussi und die ganze Zeit nackt ist.“, so das Fotomodel 1986 im Interview mit der New York Times. Porizkova stammte wie ihre Filmfigur aus der Tschechoslowakei und war im Alter von drei Jahren von ihrer Großmutter aufgezogen worden, nachdem ihre Eltern 1968 vor der sowjetischen Invasion aus dem Land geflohen waren.

## Kritiken
Rita Kempley schrieb in der Washington Post vom 26. Februar 1988, der Film habe viele „wundervolle“ Szenen. Das Drehbuch sei stellenweise nicht plausibel. Stephen Holden (The New York Times) sah eine „intensive Mutter-Tochter-Beziehung“, die sich zu einer Verschmelzung aus Joseph L. Mankiewicz’ Alles über Eva (1950) und Ingmar Bergmans Persona (1966) entwickle.
Der Filme mache laut Claudia Wefel (Frankfurter Allgemeine Zeitung) anhand der beiden Frauenfiguren die Härte des amerikanischen Showbusiness deutlich: „ein Milieu, in dem der kometenhafte Aufstieg von der ungelenken Bauerntochter zum gefeierten Mannequin und zur umschwärmten Schauspielerin im gleichen Atemzug ein Dutzend andere Ambitionierte Kopf und Karriere kosten kann.“ Das Anna nicht zum Klischee erstarre, liege an der „überzeugenden Darstellungskunst“ von Sally Kirkland und Paulina Porizkova. Kirkland gelinge es mit der Titelrolle die „ganze schauspielerische Variationsbreite auszuloten“, während Porizkova offensichtlich mehr könnte, als nur „schön“ auszusehen. Wefel kritisierte den Inszenierungsstil Yurek Bogayevicz’, der „offensichtlich kein Meister der Andeutungen und der subtilen Bilder“ sei. Ähnliches bemerkte epd Film (10/88): „Was einem diesen Film aber weit mehr verleidet als Agnieszka Hollands schlechtes Drehbuch, ist die aufgedonnerte Regie von Yurek Bogayevicz.“
Der film-dienst bewertete Anna… Exil New York in erster Linie als „psychologisch differenzierte Charakterstudie, die von überzeugenden Darstellern getragen“ werde, allen voran Sally Kirkland in der Titelrolle. Die Schauspielerin ähnle in ihrer Intensität Gena Rowlands, der Film an den Hollywood-Klassiker Alles über Eva. Nur ansatzweise gelinge es, die politische Dimension miteinzubeziehen, der politische Hintergrund der Hauptfigur bleibe aber „verschwommen“. Anna… Exil New York bleibe „den Mustern amerikanischer Unterhaltung treu: er ist zweifellos gut gemacht, aber hütet sich davor, den Zuschauer mit zuviel Tiefgang zu fordern.“

## Auszeichnungen
Die Leistung von Sally Kirkland wurde mit verschiedenen Filmpreisen ausgezeichnet, darunter der Los Angeles Film Critics Association Award (1987, gemeinsam mit Holly Hunter für Nachrichtenfieber – Broadcast News), den Golden Globe Award als Beste Hauptdarstellerin – Drama sowie der Independent Spirit Award (beide 1988). Ebenfalls im Jahr 1988 wurde Kirkland für den Oscar als Beste Hauptdarstellerin nominiert, hatte aber gegenüber Cher (Mondsüchtig) das Nachsehen.
Agnieszka Holland wurde 1988 für das Drehbuch für den Independent Spirit Award nominiert, ebenso wie Regisseur und Produzent Yurek Bogayevicz und Produzent Zanne Devine (Kategorie: Bester Erstlingsfilm).